# わんちゃんわんわんねこにゃんにゃん
わんちゃんわんわんねこにゃんにゃんは犬2匹、猫3匹の日本の5匹組エンターテインメントロックバンド。
銀河系第8惑星から2020年11月に地球に降り立ち、バンド活動をしている。略称「わんにゃん」。ファン名は『オトモダチ』。所属事務所は株式会社DD。

## 構成員
※出典
- マンチ漢 – ボーカル
- ゴールデンくんか君 – ギターボーカル
- チワワ・ジャップ・Jr – ギター
- ペルシャ御来光 – ドラムス
- 羅我魔fin.88 – キーボード

## グループ略歴

### 2020年
- 11月22日、X（当時Twitter）に『わんちゃんわんわんねこにゃんにゃん爆誕』とポストし結成を発表する。
- 同日、『【ハジマリノウタ】-プロローグ- わんちゃんわんわんねこにゃんにゃん』をYouTubeに投稿[2]。
- 12月6日、『「人間っていいな」- Official Music video』をYouTubeに投稿。
- 12月31日-2021年1月1日、『DDカウントダウンコンサート2020』に配信で出演。

### 2021年
- 2月14日、*ChocoLate Bomb!!10thシングル『Hungry Wolves』の特典映像に出演。
- 4月21日、人間っていいな 英語バージョン『Humans are nice』をYouTubeに投稿。
- 4月30日、『YOU MAKE SHIBUYA VIRTUAL MUSIC LIVE』に出演。初めてのイベント出演となる。
- 5月1日、株式会社DDへの所属を発表。
- 5月〜7月、フリーライブツアー『は、は、はじめまして 地球のみ、み、みなさま -TOMODACHI 100HUMANS tour-』を開催。
- 6月24日、『「愛の手」- Official Music video』をYouTubeに投稿。
- 6月26日、『MAGNETIC FESTIVAL feat. DD』に出演。
- 10月22日、1stアルバム『＃オトモダチ』発売。
- 同10月22日〜11月21日、竹下通り175通りにてわんにゃんSHOPを開店し、アルバム1122枚売るぞチャレンジを開始。
- 11月22日、新宿ReNYにて『1122〜その先へ〜』を開催。アルバム1122枚売るぞチャレンジも達成。

### 2022年
- 1月6日、『DDお正月ライブ2022』に出演。
- 2月2日、『レノンくん pre.True Playground〜222 Purrrrrrrrfect! 2man show!!〜』に出演。初めての対バンイベントとなる。
- 3月〜4月、東名阪ツアー『愛に愛され逢いに行くTOUR』を開催。
- 3月11日、『あおい聖誕祭2022』にゲスト出演。
- 4月3日、東名阪ツアー『愛に愛され逢いに行くTOUR』の追加公演『愛に愛され逢いに行くHOMERUN BACKHOME TOUR』の開催を発表。
- 5月5日、6日、『MAGNETIC FESTIVAL feat. DD〜リベンジ2DAYS?!先輩ありがとう!〜』に出演。
- 5月〜6月、『愛に愛され逢いに行くHOMERUN BACKHOME TOUR』を開催。
- 5月21日、『「A- HOLE NEW WORLD」 - Official Music video』をYouTubeに投稿。
- 7月〜8月、『DDParty2022』に出演。
- 8月〜9月、DDSHOP in 原宿175番館を開店[3]。
- 9月〜11月、わんにゃん秋ツアー『-THIS IS LIVE- Tour』を開催。
- 10月29日、『DDハロウィンライブ2022』に出演。
- 11月22日〜23日、2周年記念24時間生放送を開催。
- 11月25日、わんにゃんファンクラブ『わんにゃん愛らんど』がオープン[4]。
- 12月23日、『クリスマスアコースティックトークライブ』を開催。
- 12月30日、『わんにゃん年末ジャンボライブ2022』を開催。

### 2023年
- 2月12日、『TETEFES 2023』に出演。
- 3月19日、2ndアルバム『MARKING』、LIVE ALBUM『其之壱』が2枚同時発売。
- 同日、『2nd Album MARKING & LIVE リリースパーティー FREE GIG』を開催。
- 3月〜4月、パンダドラゴン1st ホールツアー『THE PARAGON KITCHEN』にバックバンドとして参加。
- 4月15日、『THISLIVE』に出演。
- 4月29日、『SHAKI LA BOP! vol.6』に出演。
- 5月13日、『In The Family vol.18』に出演。
- 5月〜10月、アルバムリリース全国ツアー&出張わんにゃんSHOP!『僕たちバンドマン!CDをたくさん売るのだツアー』を開催。
- 6月2日、Pulse Factory Release TOUR『Leave a Legacy』にゲスト出演。
- 6月10日、『LIVE or DIE』に出演。
- 6月15日、『DDフリラ2023』に出演。
- 7月6日、annualワンマンライブ『俺たち出逢っちまったな、バンドやろうぜ？』を開催。
- 8月15日、『MowShotTooBad3man』に出演。
- 9月5日、『FROM UDAGAWA Vol.160』に出演。
- 9月29日、『「ちゅーしたい！」 - Official Music video』をYouTubeに投稿。
- 10月1日、『ちゅーしたい！』デジタルリリース。
- 10月7日、『In The Family FEST 2023』に出演。
- 10月13日、『Missmoa.主催対バンライブ〜不死鳥〜』にて行われた『今年のQUEENは誰だ?1私が一番かわいい!!アイドルコンテスト』に審査員としてゲスト出演。
- 10月15日、FCイベント『第一回株主総会』を開催。
- 10月28日、『武蔵野音楽祭』に出演。
- 11月5日、『継続は力なり〜拝啓18の君へ〜』に出演。
- 11月22日、26日、『わんにゃん3周年記念ワンマン2023年やった曲全部やります！わんにゃんvsオトモダチ』を開催。
- 12月〜、新宿BLAZEへの道程として全国路上ライブ、わんにゃん出張SHOPを開催。
- 12月20日、『BLUE PARADE vol.1』に出演。
- 12月23日、『クリスマススペシャルパーティー -大乱闘アコースティックライブ-』を開催。
- 12月26日、『ASOBiMASHOW#12』に出演。
- 12月30日、『LIFE IS GAME -END YEAR 2023-』に出演。

### 2024年
- 1月5日、初のスタジオライブ配信を開催。
- 2月2日、『全人類猫化計画チャレンジワンマン～立ち上がれ全ての女の子、燃え上がれさあ萌えやがれ～』を開催。公演チケットはSOLD OUTした。
- 2月10日、『TETEFES 2024』に出演。
- 2月20日、『DDフリラ２』に出演。
- 3月9日、FCイベント『第二回株主総会 -リアル人(犬猫)生ゲーム-』を開催。
- 4月10日、『BLUE PARADE vol.2』に出演。
- 4月17日、『HAND HELD HIGH 7 -THE 2MAN SHOW-』に出演。
- 4月27日、『願う-ミュージックビデオ先行試写会-』を開催。
- 4月28日、『「願う」 Official Music video』をYouTubeに投稿。
- 4月30日、『俺様、白馬の王子様/願う』デジタルリリース。
- 5月～6月、『温度差激しすぎて風邪ひいちゃうよツアー』を開催。
- 5月11日、『すごフェスSPECIAL』に出演。
- 5月20日、『ROCK ON TOUR』にゲスト出演。
- 5月29日～、「願う」のCMが渋谷109フォーラムビジョンにて放映。
- 6月8日、SNS等に生じていた妨害磁場による犬と猫のスタンプが、宇宙設定工事が終わったため外れ、表情が見えるようになる。
- 6月18日、『れお聖誕祭2024』にゲスト出演。
- 6月25日、『DDフリラ３』に出演。
- 6月30日、FCイベント『第三回株主総会』を開催。
- 7月7日、『WALUNORI TRIBE　下剋上編』に出演。
- 7月8日、『BLUE PARADE vol.4』に出演。
- 7月9日、『Underground Anthem』に出演。
- 7月9日、『FROM UDAGAWA vol.175』に出演。
- 7月26日、『Happy birthday to ｢　｣vol.2』に出演。
- 8月9日、『ライブガチ!!-act,17-』に出演。
- 8月17日、18日、『DD真夏の大メロメロタイム』に参加。
- 8月26日、27日、28日、『DDParty2024』に出演。
- 9月8日、『マンチ漢&ゴールデンくんか君星誕祭2024』を開催。
- 9月16日、『TOKYO CALLING2024』に出演。
- 9月22日、『第四回株主総会』を開催。
- 10月４日、『In The Family FEST 2024　サーキットライブ』に出演。
- 10月14日、『チワワ・ジャップ・Jr星誕祭2024』を開催。
- 10月17日、18日、『すごいバンド名にしたかった。７thあにばーさりーつあー　neo7年生ツアー』に出演。
- 10月26日、『Leetspeak monsters presents「HalloweenParty 2024」in TOKYO』に出演。
- 11月4日、『第65回 東京海洋大学 海鷹祭2024』に出演。
- 11月11日、4周年ライブチケット手売り&機材展を開催。
- 11月22日、『4thANNIVERSARY～売れたいバンドマン達～』を開催。
- 11月23日、『第五回株主総会』を開催。

## ディスコグラフィ
| No.         | タイトル                                                         | 発売日         | 収録曲 |
| ----------- | ---------------------------------------------------------------- | -------------- | --- |
| １          | ＃オトモダチ                                                     | 2021年10月22日 | 1. ハジマリノウタ 2. 人間っていいな 3. MC吾輩 4. 愛の手 5. 運営さんいつもありがとうございます！ 6. ねこのタマですが何か？ 7. 一撃コマンド 8. 猫かぶってんじゃねえよ 9. １７５ |
| 1st Digital | わんにゃん体操第一                                               | 2022年9月21日  | 1. わんにゃん体操第一 |
| ２          | MARKING                                                          | 2023年3月19日  | 1. わんにゃん体操第一 2. A- HOLE NEW WORLD 3. Baddog 4. NeeDNever 5. わんにゃん音頭 6. HOME                                                                                   |
| LIVE        | LIVE ALBUM 其之壱 （年末ジャンボLIVE at SHIBUYAGRIT 2022.12.30） | 2023年3月19日  | 1. 愛の手 2. 猫かぶってんじゃねえよ 3. アンラッキー☆BOY (´・ω・｀) [Cover] 4. Polaris[Cover] 5. KANCHIGUY[Cover] 6. わんにゃん体操第一                                        |
| 2nd Digital | ちゅーしたい！                                                   | 2023年10月1日  | 1. ちゅーしたい！ 2. MOVE 3. ちゅーしたい！（Instrumental） 4. MOVE（Instrumental）                                                                                           |
| 3rd Digital | 俺様、白馬の王子様/ 願う                                         | 2024年4月30日  | 1. 俺様、白馬の王子様 2. 願う 3. 俺様、白馬の王子様（Instrumental） 4. 願う（Instrumental）                                                                                   |
| 4th Digital | 爆発的に売れたい                                                 | 2024年11月23日 | 1. 爆発的に売れたい 2. しゅわわせ 3. 爆発的に売れたい（Instrumental） 4. しゅわわせ（Instrumental）                                                                           |

## 楽曲提供
アーティスト・五十音順
| タイトル                       | 作詞                               | 作曲                               | 編曲                                     | 収録作品                      | 年      |
| cosmic!                        | cosmic!                            | cosmic!                            | cosmic!                                  | cosmic!                       | cosmic! |
| ------------------------------ | ---------------------------------- | ---------------------------------- | ---------------------------------------- | ----------------------------- | ------- |
| 転生したら◯◯だった             | 光（GRANDSTAND）                   | 光（GRANDSTAND）                   | HIROYA                                   | Holy                          | 2020    |
| Potion                         | ゆーき（GRANDSTAND）               | ゆーき（GRANDSTAND）               | HITOYA                                   | Holy                          | 2020    |
| mirror                         | ゆーき（GRANDSTAND）               | ゆーき（GRANDSTAND）               | ゆーき（GRANDSTAND）                     | Holy                          | 2020    |
| あの高台から風に乗せて         | わんちゃんわんわんねこにゃんにゃん | わんちゃんわんわんねこにゃんにゃん |                                          | Fancy Mermaid                 | 2021    |
| *ChocoLate Bomb!!              |                                    |                                    |                                          |                               |         |
| ？〜クエスチョンマーク〜       | GRANDSTAND                         | GRANDSTAND                         | かずぼーい.                              | ？〜クエスチョンマーク〜      | 2017    |
| 少林寺少年                     | ゆーき（GRANDSTAND）               | ゆーき（GRANDSTAND）               |                                          | ZETTAIフィーリング            | 2019    |
| Never die                      | わんちゃんわんわんねこにゃんにゃん | わんちゃんわんわんねこにゃんにゃん |                                          | Never die                     | 2021    |
| 紆余曲折LIFE!!                 | え〜すけ                           | わんちゃんわんわんねこにゃんにゃん |                                          | produce of 7                  | 2022    |
| アドナイ                       | ぱんめん                           | わんちゃんわんわんねこにゃんにゃん |                                          | produce of 7                  | 2022    |
| DDベイビーズ                   |                                    |                                    |                                          |                               |         |
| Endless Night                  |                                    |                                    |                                          |                               | 2020    |
| フレ!!フレ!!自分               | ゆーき（GRANDSTAND）               | ゆーき（GRANDSTAND）               | HIROYA                                   |                               | 2020    |
| カラクチデグチ                 | 光（GRANDSTAND）                   | 光（GRANDSTAND）                   | HIROYA                                   |                               | 2020    |
| ナナクロニクル                 |                                    |                                    |                                          |                               |         |
| グローリーデイズ               | ゴールデンくんか君                 | ゴールデンくんか君                 | HIROYA                                   | Aquamarine                    | 2024    |
| 七つ星                         | ゴールデンくんか君                 | ゴールデンくんか君                 | HIROYA                                   | Aquamarine                    | 2024    |
| ラッキーナンバー               | わんちゃんわんわんねこにゃんにゃん | わんちゃんわんわんねこにゃんにゃん | わんちゃんわんわんねこにゃんにゃん・Bach | わくせいカーニバル            | 2024    |
| パンダドラゴン                 |                                    |                                    |                                          |                               |         |
| パンドラの箱                   | 光                                 | 光                                 | かずぼーい.                              | VIVA!チャイナ                 | 2019    |
| （超）あいどる道中膝栗毛       | ゆーき                             | ゆーき                             | かずぼーい.                              | MARCH                         | 2021    |
| 愛されキャラでごめんなさい     | ゆーき                             | ゆーき                             | かずぼーい.                              | MARCH                         | 2021    |
| Be Bop                         | 光                                 | 光                                 | かずぼーい.                              | MARCH                         | 2021    |
| 嘘つかないで                   | マンチ漢                           | マンチ漢                           | HIROYA                                   | サファリズムDE ね〜しょん！！ | 2021    |
| かわちぃ侍よいちょ丸∠( ˙-˙ )／ | マンチ漢                           | マンチ漢                           | HIROYA                                   | FEBRUARY                      | 2023    |
| Cookin'ぐーぐ                  | わんちゃんわんわんねこにゃんにゃん | わんちゃんわんわんねこにゃんにゃん | HIROYA                                   | 愉快！痛快！ホアロハ！        | 2023    |
| メゾネットラブ                 | ゴールデンくんか君                 | ゴールデンくんか君                 |                                          |                               | 2024    |
| プリティー戦士♡たいがちゃん    | マンチ漢、ぺごら                   | マンチ漢、ぺごら                   | kazuboy.                                 |                               | 2024    |
| 拝啓、音楽に救われた人へ       | 青野精一郎                         | チワワ・ジャップ・Jr/ぺごら        | チワワ・ジャップ・Jr/ぺごら/Bach         |                               | 2024    |
| MeseMoa.                       |                                    |                                    |                                          |                               |         |
| アンラッキー☆BOY (´・ω・｀)    | 渡辺光 & 渡辺祐輝                  | GrandStand                         | GrandStand                               | 2222                          | 2015    |
| Polaris                        | GRANDSTAND                         | GRANDSTAND                         | GRANDSTAND                               | LOST NUMBER                   | 2021    |
| サクラサクラブ                 | ゆーき（GRANDSTAND）               | ゆーき（GRANDSTAND）               | かずぼーい.                              | LOST NUMBER                   | 2021    |
| KANCHIGUY                      | ゆーき（GRANDSTAND）               | ゆーき（GRANDSTAND）               | かずぼーい.                              | LOST NUMBER                   | 2021    |
| この先36号線                   | 野崎弁当                           | わんちゃんわんわんねこにゃんにゃん |                                          | イイコノママデ                | 2022    |
| ReLIT                          |                                    |                                    |                                          |                               |         |
| 曇天、けふを往く               | 青野精一郎,マンチ漢                | 阿久津健太郎                       | 阿久津健太郎                             | 曇天、けふを往く              | 2021    |
| focus                          | ゴールデンくんか君                 | ゴールデンくんか君                 |                                          | Blue                          | 2022    |
| ニヒっ                         | マンチ漢&青野精一郎                | マンチ漢                           |                                          | ニヒっ                        | 2022    |
| ReLIT no Limit                 | 阿久津健太郎,マンチ漢              | 阿久津健太郎                       | 阿久津健太郎                             | “挑戦者”のテーマ              | 2023    |
| Dogi☆MagiしてられNight         | ゴールデンくんか君                 | ゴールデンくんか君                 | ゴールデンくんか君,HIROYA                | ウェディングベルが鳴り響く    | 2023    |
| ずるゐ                         | マンチ漢                           | マンチ漢                           | HIROYA                                   | 病みぃ・ ラヴィ・Chocolate    | 2024    |
| HODO                           | マンチ漢                           | マンチ漢                           | HIROYA                                   | RED                           | 2024    |
| 刹那に生きる                   | ゴールデンくんか君                 | ゴールデンくんか君                 | HIROYA                                   | RED                           | 2024    |

わんちゃんわんわんねこにゃんにゃん、GRANDSTAND、個人名義全て含む。

## ライブ
わんちゃんわんわんねこにゃんにゃん主催単独ライブのみ。
| 年     | 日程                | タイトル                                                                              | 会場 | 備考 |
| ------ | ------------------- | ------------------------------------------------------------------------------------- | --- | --- |
| 2021年 | 5月23日 - 7月3日    | は、は、はじめまして 地球の み、み、みなさま -TOMODACHI 100HUMANS tour-               | 3会場 5/23 さいたま新都心VJ-3 6/12 柏PALOOZA 7/3 TSUTAYA O-WEST | |
| 2021年 | 11月22日            | 1122〜その先へ〜                                                                      | 新宿ReNY | 目標枚数1122枚を大幅に越す2000枚を達成 |
| 2022年 | 3月6日 - 4月3日     | 愛に愛され逢いに行くTOUR                                                              | 3会場 3/6 渋谷eggman 3/20 愛知ell.SIZE 4/3 梅田Zeela | 目標であった全公演SOLD OUTを達成 |
| 2022年 | 5月21日 - 6月19日   | 愛に愛され逢いに行くHOMERUN BACKHOME TOUR                                             | 5会場 5/21 仙台MACANA 5/29 浜松窓枠 6/5 金沢AZ 6/12 福岡OP's 6/19 下北沢Shangri-la | メンバーの凱旋を含むおかわりツアーを開催 |
| 2022年 | 9月24日 - 11月26日  | -THIS IS LIVE- Tour                                                                   | 5会場 9/24 郡山＃９ 10/8 新栄Shangri-La 11/5 梅田Zeela 11/12 松江B1 11/26 渋谷GRIT | 1部は完全カバーライブ、2部は従来通りオリジナル曲も披露 |
| 2022年 | 12月23日            | クリスマスアコースティックトークライブ                                                | 池袋DD LIVE cafe cosmic!! | |
| 2022年 | 12月30日            | わんにゃん年末ジャンボライブ2022                                                      | SHIBUYA GRIT | |
| 2023年 | 3月19日             | 2nd Album MARKING & LIVE Ⅰ リリースパーティー FREE GIG                                | SHIBUYA GUILTY | |
| 2023年 | 5月27日 - 9月30日   | 僕たちバンドマン!CDをたくさん売るのだツアー                                           | 5会場 5/27 新栄Shangri-La 6/24 仙台RIPPLE 7/9 梅田Zeela 8/5 福岡OP's 9/30 渋谷CHALSEA HOTEL | ツアー日程に合わせ、出張わんちゃんSHOPも開催 |
| 2023年 | 11月22日 - 11月26日 | わんにゃん3周年記念ワンマン 2023年やった曲全部やります！ わんにゃんvsオトモダチ       | 2会場 11/22 梅田Zeela 11/26 渋谷 STAR LOUNGE | 2日間でオリジナル曲、 カバー曲合わせて60曲を披露 |
| 2023年 | 12月1日 - 1月27日   | わんにゃん全人類猫化計画 〜新宿BLAZEへの道程〜 路上ライブツアー                       | 13日程18箇所 12/1 新宿駅南口 12/2 川崎駅中央東口/八王子駅北口 12/16 警固公園前/福岡パルコ前広場 12/18 八丁堀駅パルコ前 12/19 三ノ宮センター街前 12/24 池袋駅西口/大宮駅西口 1/12 阪急梅田駅 1/13 梅田ルクア前/四条河原駅前 1/19 金沢駅東口（中止） 1/20 仙台駅西口 1/22 宇都宮駅西口 1/23 水戸駅北口 1/26 豊橋駅東口 1/27 栄駅テレビ塔前/名鉄名古屋駅付近 | 能登半島地震の影響により当初発表していた日程を一部変更、中止 ツアー日程に合わせ、全国6か所でチケットセンターも開催 ペルシャ御来光体調不良のため1/12,13のライブを欠席 |
| 2023年 | 12月23日            | クリスマススペシャルパーティー -大乱闘アコースティックライブ-                         | 池袋DD LIVE cafe cosmic!! | |
| 2024年 | 2月2日              | 全人類猫化計画チャレンジワンマン 〜立ち上がれ全ての女の子、燃え上がれさあ萌えやがれ〜 | 新宿BLAZE | 史上最大キャパでの公演、SOLDOUTを達成 |
| 2024年 | 5月5日 - 6月8日     | 温度差激しすぎて風邪ひいちゃうよツアー                                                | 4会場 5/5 小倉FUSE 5/18 渋谷Star lounge 5/26 神戸VARIT. 6/8 金沢gate Black | 東京、石川公演は「願う」のアレンジに参加したBachがゲスト出演 |
| 2024年 | 9月8日              | マンチ漢&ゴールデンくんか君星誕祭2024                                                 | SHIBUYA TOKIO TOKYO | グループ初の星誕祭を開催 |
| 2024年 | 10月14日            | チワワ・ジャップ・Jr星誕祭2024                                                        | 渋谷GARRET | |
| 2024年 | 11月22日            | 4thANNIVERSARY ～売れたいバンドマン達～                                               | SPACE ODD | 新曲を公開、SOLDOUTを達成 |

## イベント
わんちゃんわんわんねこにゃんにゃん主催イベントのみ。
| 年              | 日程                | タイトル                                                           | 会場 |
| --------------- | ------------------- | ------------------------------------------------------------------ | --- |
| 2021年          | 10月22日 - 11月21日 | わんにゃんSHOP-最強にして最高ここにあります-                       | 原宿竹下通り 175番館 |
| 2023年          | 5月28日 - 10月1日   | 出張わんにゃんSHOP!『僕たちバンドマン!CDをたくさん売るのだツアー』 | 5会場 5/28 サクセス金山会議室 6/25 仙台駅前ブラウ会議室 7/8 funlabo梅田 8/6 福岡ラピートスタジオ 10/1 池袋DD LIVE cafe cosmic!!                                                                                                  |
| 2023年          | 10月15日            | 第一回株主総会                                                     | 池袋DD LIVE cafe cosmic!! |
| 2023年 - 2024年 | 12月3日 - 1月28日   | わんにゃん全人類猫化計画 〜新宿BLAZEへの道程〜 出張わんにゃんSHOP  | 6会場 12/3 池袋わんにゃんチケットセンター 12/17 福岡わんにゃんチケットセンター 1/14 大阪わんにゃんチケットセンター 1/21 仙台わんにゃんチケットセンター 1/25 池袋わんにゃんチケットセンター 1/28 名古屋わんにゃんチケットセンター |
| 2024年          | 3月9日              | 第二回株主総会 -リアル人(犬猫)生ゲーム-                            | 池袋DD LIVE cafe cosmic!! |
| 2024年          | 4月27日             | 願う-ミュージックビデオ先行試写会-                                 | ユナイテッド・シネマ豊洲 |
| 2024年          | 6月30日             | 第三回株主総会                                                     | 池袋DD LIVE cafe cosmic!! |
| 2024年          | 9月22日             | 第四回株主総会                                                     | 池袋DD LIVE cafe cosmic!! |
| 2024年          | 11月23日            | 第五回株主総会                                                     | アトリエファンファーレ東池袋 |